# Tausendmal du
Tausendmal du ist ein Lied der deutschen Pop-Rockband Münchener Freiheit. Es erschien am 24. März 1986 als Single aus dem Album Von Anfang an und erreichte Platz 9 in Deutschland, Platz 25 in der Schweiz und Platz 7 in Österreich.

## Musik und Text
Das Lied ist ein Liebeslied, in dem es um Träume, Sehnsüchte und Wünsche einer Beziehung geht. So heißt es im Refrain: „Wenn Träume wie Lichter schweben, wenn wir diesen Traum erleben, wir beide, tausendmal ich - tausendmal du“. Die Instrumentierung erfolgte überwiegend mit Keyboards und Bassgitarre. Nur gegen Ende gibt es einen kurzen E-Gitarreneinsatz.

## Geschichte
Tausendmal du wurde von Stefan Zauner und Aron Strobel gemeinsam mit Armand Volker geschrieben und von Armand Volker produziert. Nachdem der Band Ende 1985 mit der Single Ohne dich (schlaf ich heut Nacht nicht ein) der Durchbruch geglückt war, veröffentlichte sie im Februar 1986 die dazugehörige Kompilation Von Anfang an, die 1986 Goldstatus erreichte. Daraus wurde im März 1986 Tausendmal du als zweite Single veröffentlicht.
Das Lied erschien auch als 8:12 Minuten dauernde Langversion. Die Band spielte 1987 als „Freiheit“ auch eine englischsprachige Coverversion unter dem Titel Baby It’s You ein. 1991 erschien eine „Geburtstagskarte CD-Single“, auf der neben Tausendmal du auch Oh Baby und Verlieben verlieren enthalten waren.

## Rezeption
Tausendmal du konnte zwar nicht ganz an den großen Erfolg der Vorgängersingle anknüpfen, aber schaffte es in Deutschland (Platz neun, 17 Wochen platziert) und Österreich (Platz sieben, zwölf Wochen) in die Top Ten. In der Schweiz erreichte der Song Platz 25 (zwei Wochen). In den Niederlanden kam die Single auf Platz 24 (sieben Wochen).
Die Münchener Freiheit trat mit dem Song zweimal in der ZDF-Hitparade auf; sie wurde per TED-Abstimmung am 21. Mai 1986 auf den ersten Platz gewählt und durfte daher in der folgenden Ausgabe am 18. Juni den Song erneut singen. Am 6. Dezember 1986 spielte die Band den Song auch in Peters Pop Show im ZDF. Zudem trat sie in Die Super-Hitparade – 10 Jahre „Ein Herz für Kinder“ ’87 am 7. Februar 1987 im ZDF auf.

## Coverversionen
Coverversionen existieren von der RIAS Big Band mit Horst Jankowski (1996) als Instrumentalversion, von Marry feat. Marc-el (2006), von Tobee & Marry (2010), von Deborah Sasson (2012) und von Schwesterherz (2012).

## Titelliste (Maxi-Single)
Seite A
1. Tausendmal du (Lange Version) (A. Volker, A. Strobel, S. Zauner) – 8:12

Seite B
1. Kalt oder heiß (A. Strobel, Killer, M. Kunze, S. Zauner) – 3:25
2. Tausendmal du (Single Version) (A. Volker, A. Strobel, S. Zauner) – 3:41